# Vik i Sogn
Vik I Sogn est situé sur la rive sud du Sognefjord. On peut y admirer deux églises médiévales du XIIe siècle : Hopperstad, église en bois, et Hove, église romane en pierre.
A la croisée de plusieurs routes, la commune de Vik est située sur la rive sud du Sognefjord (plus long fjord de Norvège -185 km de long, 1250 m de profondeur) à 2 heures et demie de Bergen en voiture. Un service maritime permet de traverser le fjord en divers endroits par bac (Vangsnes-Hella-Dragsvik) et de joindre Bergen, entre autres, par catamaran deux fois par jour en été.
En 2002, Vik comprenait environ 2900 habitants. La commune, qui jouit d'une vie économique variée basée sur l'industrie, l'agriculture et le tourisme, est divisée en cinq secteurs : Arnafjord, Vik (centre-ville), Vangsnes, Feios et Fresvik (d'ouest en est). Chaque secteur est doté de services publics tels qu'école, crèche, bibliothèque, salle des fêtes, et possède son propre magasin d'alimentation générale.
Les églises de Hopperstad et de Hove, ouvertes en été au public, servent également pour des messes, des mariages et des concerts (Hove).
Vik est par ailleurs doté d'un riche patrimoine historique. En se promenant entre ces deux églises, on peut admirer Moahaugane, remarquable groupe de tumulus datant du IIIe  au  Ve siècle apr. J.-C. Au bord du fjord, se trouve aussi l'ancien quartier classé de Vikøyri avec ses 60 maisons en bois fort bien conservées.
En centre-ville se trouve le café Borgstova. Au musée Kritianhus, on peut admirer une collection de moteurs et divers objets de la tradition maritime du fjord. Le musée abrite aussi l'office de tourisme.
Les rives du fjord sont peu distantes des montagnes (15 min en voiture). Sur les monts Vika, on peut skier jusqu'en juillet et le Sognefjord invite à des baignades rafraîchissantes (max. 22 °C en été). Le glacier de Fresvik, situé sur la commune, est accessible à pied. La mairie a édité une carte très riche en informations sur tous les sentiers de randonnée des environs (en vente à l'office de tourisme, dans les campings, etc.).
 
Les eaux du fjord sont très poissonneuses et un peu partout en montagne, on peut pêcher la truite dans les rivières et les lacs.
Les ressources naturelles ont toujours joué un rôle important pour la commune, non seulement dans le domaine de l'agriculture mais plus récemment aussi dans celui de l'hydroénergie. Son développement a engendré des bénéfices étendus pour les exploitations agricoles grâce à de nouveaux investissements dans la construction, le matériel et les cultures.
L'agriculture, l'industrie et le tourisme sont les éléments essentiels de la vie économique de Vik. 
La production de lait, de viande de mouton, et de framboises, sont les industries locales dominantes. Avec les industries dérivées, elles représentent 300 emplois annuels complets.
Vik a une production d'électricité qui s'élève a environ 900 gigawatts. Le développement de l'hydroénergie a permis à l'industrie de se diversifier avec la production de glissières de sécurité routière, acier, plaques d'aluminium, bardage de construction, panneaux de signalisation routière, et a engendré de nouvelles petites industries mécaniques. L'industrie alimentaire a été enrichie par la création d'un site de production et de stockage de surgelés à Fresvik.
D'autre part, la commune de Vik est équipée de la seule prison du comté de Sogn et les Fjords.